# Проценко Степан Андрійович
Проценко Степан Андрійович (*24.03.1884, с. Керстичі (нині — Березівка), Братолюбівська вол., Олександрійський пов., Херсонська губ. — †28.12.1954, Київ) — український художник-портретист, реставратор монументального церковного живопису та ікон.

## Життєпис
Протягом 4-х років навчався в майстерні архітектора Я. В. Паученка м. Єлисаветград, де згодом відпрацьовував навчання 5 років.
В 1902 р. закінчив вечірні курси Єлисаветградського ремісничо-грамотного училища.
З 1903 по 1905 р.р. вчився в Київському художньому училищі, проживав на вул. Дорогожицькій в будинку генарала Федоровського. Під час навчання оформлював квартири заможних киян.
В 1914 р. був призваний в армію РІ в м. Одесу, де служив полковим художником. Після звільнення з військової служби за станом здоров'я він повернувся в Київ.
Через рік після смерті генерала Миколи Федоровича Федоровського в 1918 р. (людини, яка з першого дня Степана в Києві всіляко сприяла йому) виконав свою обіцянку не лишати його родину і одружився з вдовою генерала, яка була ровесницею Степана. В ті важкі часи подружжя жило в тому ж будинку, тільки в 2-х кімнатах, виховувало дітей — доньку Євгенію (від першого шлюбу з генералом) і сина — Володимира (1923 р.н.), який загинув на фронті в 1941-му.
В Києві Проценко С. А. тривалий час працював реставратором художніх розписів церков та соборів, брав участь у діяльності аматорів сцени, малював театральні декорації, виконував комічні ролі у виставах. Постійно працював над реставрацією старих образів (ікон).
Писав портрети. Відомі майстерно виконані портрети С. А. Проценка — батька професора-офтальмолога Володимира Петровича Філатова, писаря Боківської волості Колоса 1925 року написання (переданий онуком до Музею Історії Долинського району) та ін.